# Harlequinade

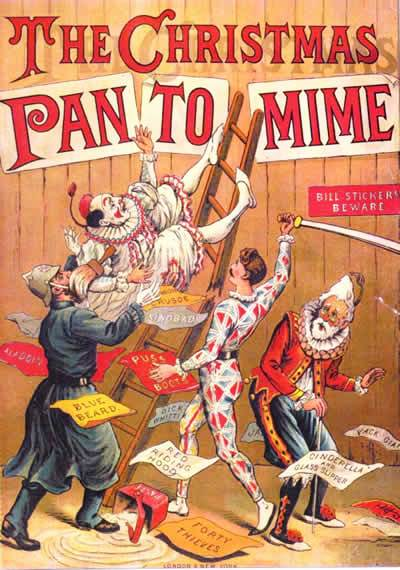
Una copertina del 1890 che mostra i personaggi delle Harlequinade

La Harlequinade era un genere teatrale comico britannico, definito dall'Oxford English Dictionary come "quella parte di una pantomima in cui Harlequin e Clown recitano le parti principali".
Si sviluppò in Inghilterra tra il XVII e la prima metà del XIX secolo. In origine era assimilabile a una variante "slapstick" dell'italiana Commedia dell'arte, per poi evolvere in un genere autonomo e codificato. Gli stessi personaggi principali sono presi e trasposti dagli omologhi della Commedia dell'arte, di cui conservano il nome (adattato a sonorità e grafia anglofone), una certa fedeltà al costume originario, e alcuni dei loro tratti peculiari, ma non tutti.
Le storie delle harlequinade ruotano attorno a uno spunto comico che riguarda la vita di uno o tutti i suoi cinque personaggi principali: Harlequin (modellato sulla maschera di Arlecchino), che ama Columbine (Colombina); il padre avido e sciocco di Columbine, Pantaloon (da Pantalone), che cerca di separare gli amanti in combutta con il dispettoso personaggio di Clown, e il servitore, Pierrot: questi ultimi due tipicamente coinvolti con un poliziotto maldestro in caotiche scene di inseguimento.
Originariamente concepita come un atto musicato con mimi impegnati in una danza stilizzata, la harlequinade non tardò a includere alcuni brevi dialoghi, ma rimase a lungo principalmente uno spettacolo visivo.
All'inizio della sua evoluzione si guadagnò una grande popolarità come spettacolo comico posto in chiusura di una serata di intrattenimento più lunga e "colta", incentrata su elementi operistici e balletti.
Di solito veniva introdotta tramite una elaborata e spettacolare trasformazione scenica, presieduta da una fata che aveva il compito di far apparire l'harlequinade come il naturale proseguimento dello spettacolo in scena, trasformandone con la magia i personaggi e le ambientazioni in quelli tipici del genere, che ne prendevano dunque il posto per il finale.
Fra la fine del XVIII secolo e l'inizio del XIX, la harlequinade si ritagliò un ruolo sempre più importante all'interno della serata, e l'intermezzo della trasformazione scenica veniva presentato e allestito con effetti sempre più sofisticati.
Il genere perse popolarità verso la fine del XIX secolo e scomparve del tutto negli anni '30: le pantomime natalizie fanno sempre parte della tradizione teatrale della Gran Bretagna, ma senza le harlequinade in chiusura.

## Storia

### Dal XVI al XVIII secolo

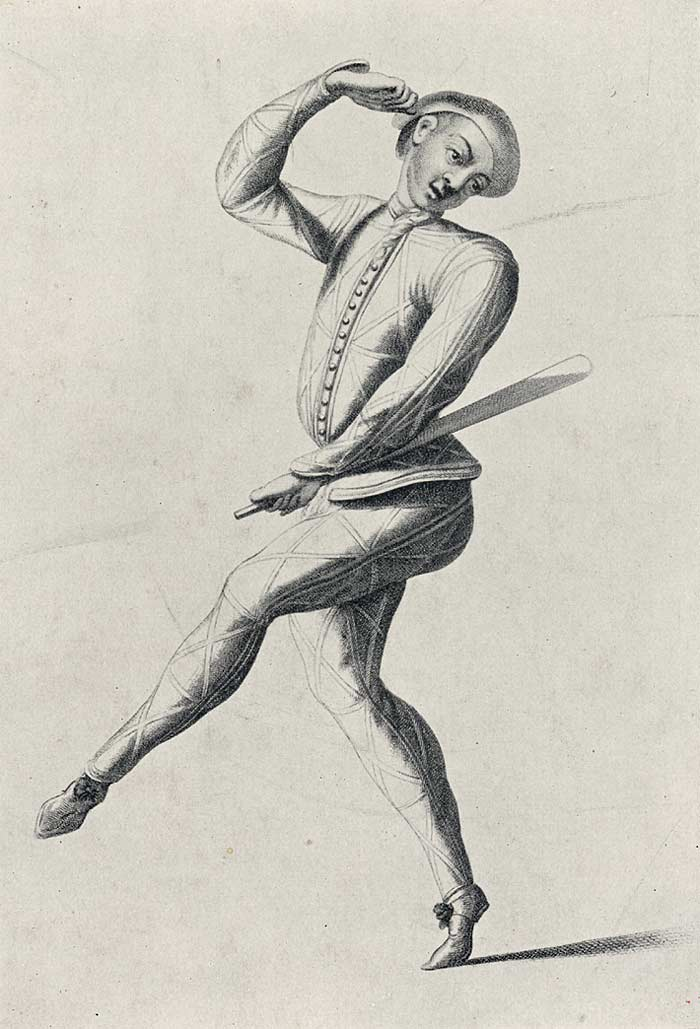
John Rich con il costume di Harlequin e la tipica mazza, c. 1720

Durante il XVI secolo, la Commedia dell'arte conobbe un enorme successo, e si diffuse dall'Italia in tutta Europa: già a partire dal XVII secolo gli adattamenti dei suoi personaggi erano familiari nelle commedie inglesi. Le harlequinade nello specifico differivano per due importanti aspetti dallo spunto originario: in primo luogo, invece di essere un opportunista scaltro, Arlecchino divenne la figura centrale e il protagonista romantico. In secondo luogo, i personaggi non parlavano; questo aspetto è probabilmente da ricondurre alla contemporanea diffusione a Londra di artisti del mimo francesi, in seguito alla messa al bando dei teatri senza licenza a Parigi e conseguente migrazione di massa di artisti francesi nella capitale inglese. Anche se va sottolineato che in seguito, come detto, furono ammessi nelle harlequinade anche alcuni dialoghi.
Nei primi anni del XVIII secolo, gli Italian night scenes (traducibile con "Scenette notturne italiane") erano popolari spettacoli che ripresentavano canovacci della Commedia dell'arte adattati a contesti e ambienti familiari londinesi. Da questi si svilupparono i canoni della harlequinade tradizionale, basata sui due amanti clandestini Harlequin e Columbine braccati dallo sciocco padre della ragazza, Pantaloon, e dai suoi comici servitori: questo intreccio è rimasto sostanzialmente invariato per più di centocinquant'anni. Nei primi due decenni del secolo, due teatri londinesi che rivaleggiavano in prestigio, il Lincoln's Inn Fields Theatre e il Theatre Royal Drury Lane, mettevano in cartellone pièce classiche, con elementi di opera e balletto, e chiudevano lo spettacolo con una "Scenetta notturna" comica. Nel 1716 John Weaver, il maestro di ballo al Drury Lane, presentò The Loves of Mars and Venus – a new Entertainment in Dancing after the manner of the Antient Pantomimes ("Gli amori di Marte e Venere - un nuovo spettacolo danzante alla maniera delle antiche pantomime"). Contestualmente, al Lincoln's Inn, John Rich si esibiva come Harlequin in produzioni simili.
Lo storico del teatro David Mayer offrì una spiegazione dell'impiego dello slapstick, e della "scena di trasformazione":
Le opere di Rich furono un successo e altri produttori, come David Garrick, presero coraggio e iniziarono a produrre le proprie pantomime. Per il resto del secolo questo modello persistette incontrastato nei teatri di Londra: quando gli artisti restarono a corto di trame mutuate dalla mitologia greca o romana per la prima parte dello spettacolo, attinsero alle storie della tradizione britannica, alla letteratura popolare e, nel 1800, alle fiabe; ma qualunque fosse la storia allestita nella prima parte dello spettacolo, la harlequinade rimase sostanzialmente invariata.

### XIX e XX secolo
All'inizio del XIX secolo, il popolare comico Joseph Grimaldi trasformò il ruolo di Clown da "un rustico tontolone alla star della pantomima metropolitana". Due intuizioni cambiarono di fatto notevolmente i personaggi e gli equilibri della pantomima: per Peter Wilkins: or Harlequin in the Flying World ("Peter Wilkins: o Arlecchino nel mondo volante"), furono introdotti nuovi costumi: Clown abbandonò il suo trasandato costume da servitore per uno sgargiante e colorato, e sempre lo stesso anno in Harlequin Amulet; or, The Magick of Mona ("Arlecchino Amuleto, o La magia di Mona") Harlequin virò decisamente verso un personaggio romantico sempre più tipizzato, lasciando la malizia e gli imbrogli al Clown di Grimaldi. Fino a quel tempo Clown si spendeva infatti in una serie di ruoli: dal corteggiatore rivale al cuoco di casa o all'infermiere.
La popolarità di Grimaldi modificò l'equilibrio dell'intrattenimento serale, con la prima sezione, relativamente seria, che presto si ridusse a quello che Mayer chiama "poco più di un pretesto per determinare i personaggi che dovevano essere trasformati in quelli della harlequinade". Nel XIX secolo, le rappresentazioni teatrali duravano in genere quattro ore o più, con pantomima e harlequinade che concludevano la serata dopo un lungo dramma. Le pantomime avevano doppi titoli, descrivendo le due storie non collegate, come ad esempio Little Miss Muffet and Little Boy Blue, o Harlequin and Old Daddy Long-Legs.
Nella scena "magica" introdotta dalla mazza di Arlecchino, una fata regina (o fata madrina) trasformava i personaggi della pantomima nei personaggi della harlequinade, che poi vi prendevano parte. Per tutto il XIX secolo, man mano che i macchinari scenici e la tecnologia miglioravano, la trasformazione del set divenne sempre più spettacolare. Una volta completata la trasformazione, Clown annunciava immancabilmente: "Eccoci di nuovo!".
L'ambientazione era solitamente una scena di strada contenente diverse trappole da palcoscenico: porte e finestre ingannevoli in cui Clown si tuffava o saltava per poi riapparire attraverso le botole. I suoi numeri erano tipici del genere slapstick: rubava salsicce, polli e altri oggetti di scena che si infilava nelle tasche, per poi ingannare un ignaro complice nella ripartizione del bottino. Un altro suo tipico trucco era ungere di grasso la soglia di una macelleria per seminare gli inseguitori. Harlequin poteva usare la sua bacchetta magica o il bastone per trasformare un cane in un rotolo di salsicce, o un letto in un trogolo per burlarsi della vittima addormentata. Clown si tuffava inverosimilmente nel quadrante di un orologio che apparentemente non aveva fori, eccetera.
La harlequinade perse popolarità a partire dal 1880, oscurata da generi quali il music hall, il burlesque vittoriano, l'opera comica e altri spettacoli che ormai dominavano i palcoscenici britannici. Nella pantomima, le scene d'amore tra Harlequin e Columbine ormai si riducevano a brevi spettacoli di danze e acrobazie: l'inizio dello spettacolo tornò alla sua preminenza originale e alla fine del XIX secolo la harlequinade si era ormai ridotta a un breve epilogo. Rimase ancora in voga per qualche decennio, ma alla fine scomparve completamente verso la metà del XX secolo. L'ultima di cui si abbia notizia certa fu eseguita al Lyceum Theatre nel 1939.

## Personaggi

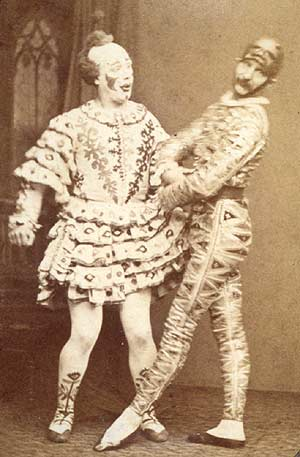
I fratelli Payne come Clown e Harlequin, c. 1875

I personaggi di una harlequinade consistevano nei seguenti cinque tipi di clown, oltre a personaggi di contorno come l'immancabile guardia o poliziotto:

### Harlequin
Harlequin (adattato da Arlecchino) è il comico e romantico protagonista maschile. È un servo, ed è l'innamorato di Columbine. La sua eterna allegria e la sua arguzia riescono puntualmente a trarlo dagli impacci in cui il suo comportamento amorale immancabilmente lo conduce nel corso della harlequinade. Tuttavia non serba mai rancore né cerca vendetta.
John Rich portò il personaggio a grande popolarità all'inizio del XVIII secolo e divenne il più famoso Harlequin in Inghilterra. Lo trasformò in un personaggio malizioso e dotato di poteri magici, facilmente in grado di sfuggire a Pantaloon e ai suoi sciocchi servi, per corteggiare Columbine. Usava la sua mazza o slapstick per trasformare la scena dalla pantomima alla harlequinade e per cambiare magicamente le ambientazioni durante l'immancabile sequenza dell'inseguimento.
Nel 1800, a Drury Lane, in Harlequin Amulet; or, the Magick of Mona, Arlecchino fu trasformato per volontà del suo interprete in un personaggio "romantico e volubile, invece che infingardo". Nel corso del XIX secolo, Harlequin divenne un personaggio sempre più stilizzato, che si limitava a eseguire con grazia, codificate pose di danza. Fu in questo periodo che Fred Payne e Harry Payne, conosciuti come i Payne Brothers, divennero rispettivamente l'Arlecchino e il Clown più famosi del loro tempo.

### Columbine
Columbine (ispirata a Colombina) è una donna deliziosa, di cui Harlequin è invaghito. Diversamente dalla Commedia dell'arte, dove Colombina appare alternativamente come la figlia o la serva di Pantalone, nella harlequinade inglese Pantaloon ne è sempre il padre o comunque il tutore. Il suo ruolo di solito ruota attorno alla propria romantica attrazione per Harlequin, e il suo costume spesso include la cuffia e il grembiule tipici di una serva, ma (unica fra i personaggi) non una maschera.

### Clown

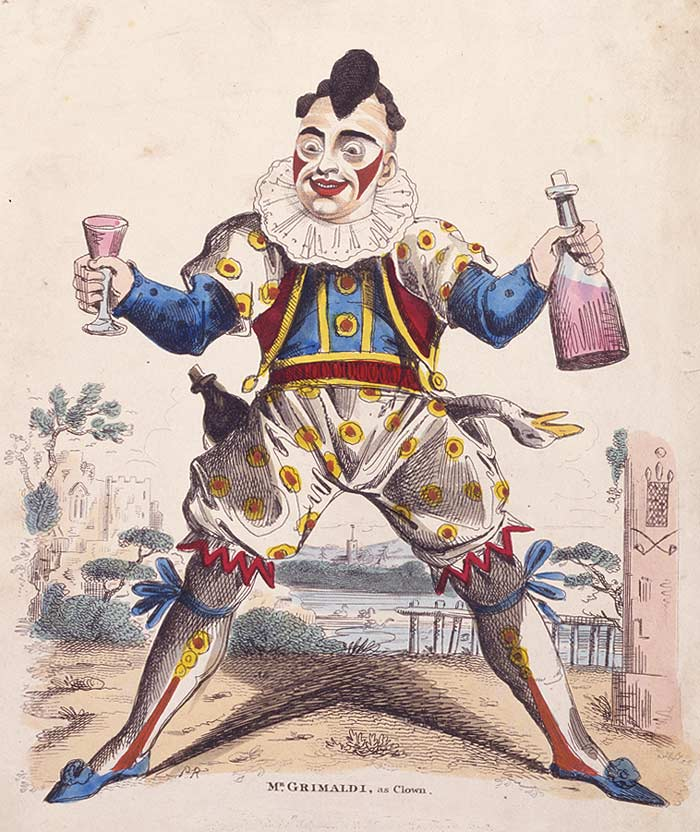
Grimaldi abbigliato e truccato da Clown, c. 1810

Originariamente concepito per ostacolare le astuzie e l'abilità di Arlecchino, Clown (chiaramente ispirato alla figura del pagliaccio, ma qui con una identità fissa e riconoscibile) era un buffone, uno stupido la cui stupidità aveva risvolti comici, ed era solo vagamente riconducibile alla figura del giullare. Era un personaggio di classe inferiore, il servitore di Pantalone, vestito con abiti stracciati che ne rimarcavano l'umile condizione. Nonostante le acrobazie e la occasionale buona volontà, Clown invariabilmente costituiva un ostacolo al padrone Pantaloon, nel suo frustrato tentativo di tenere i due amanti lontani l'uno dall'altra. Tuttavia nell'anno 1800 Joseph Grimaldi impresse una nuova direzione al personaggio: interpretò infatti il ruolo di Clown nella prestigiosa pantomima di Charles Dibdin Peter Wilkins: or Harlequin in the Flying World al Sadler's Wells Theatre. Per questa sontuosa produzione, Dibdin introdusse nuovi costumi. Il costume di Clown era "sgargiantemente colorato... decorato con grandi rombi e cerchi e frangiato con nappe e gorgiere", invece del consueto abito liso e trasandato del servitore che era stato usato per un secolo. Lo spettacolo fu un successo e il nuovo design dei costumi venne immediatamente replicato da altri interpreti in altre produzioni londinesi. In seguito, sempre quell'anno, al Theatre Royal, Drury Lane, nel già citato Harlequin Amulet; or, The Magick of Mona, lo stesso Harlequin subì una mutazione, diventando "romantico e volubile, invece che malizioso", il che di fatto consegnò al Clown di Grimaldi il ruolo di "agente indiscusso" del caos sulle scene. Clown assunse più rilevanza, incarnando il divertimento anarchico e puro, e non più semplicemente un servitore di Pantalone. Grimaldi contribuì a evolvere il personaggio nella figura centrale della Harlequinade: inventò battute, tormentoni e canzoni che furono riciclati e citati dai successivi interpreti di Clown per decenni dopo il suo ritiro nel 1828, e i Clown furono antonomasticamente noti come "Joey" (da Joseph) per altre quattro generazioni di attori dopo la sua scomparsa.
Clown divenne anche il perno nella citata scena della trasformazione, col tipico grido "Eccoci di nuovo!" che apriva ufficialmente la harlequinade.
Virò poi lentamente verso il ruolo del cattivo, giocando elaborati scherzi da cartone animato a poliziotti, soldati, commercianti e passanti, facendo cadere le persone con scivoli di burro e bullizzando i bambini, il tutto con l'assistenza del suo anziano complice, Pantaloon. L'americano George Fox, popolarmente noto come GL Fox, si interessò alla pantomima, si "appropriò" di Clown e ne fece un personaggio popolare che intrecciava le sue disavventure con quelle di Humpty Dumpty, in una serie di spettacoli che portò in tournée in Nord America durante la metà del XIX secolo.

### Pantaloon
Nella Commedia dell'arte Pantalone era un mercante di Venezia avaro e lussurioso, regolarmente bersaglio o ingranaggio nelle trame di Arlecchino. Il costume di Pantalone di solito includeva un gilet e calzoni attillati rossi, pantofole, uno zucchetto, un grosso naso adunco e un pizzetto grigio sporco. Pantalone era abbastanza familiare al pubblico londinese perché Shakespeare si riferisse a lui all'inizio del XVII secolo come antonomasia dell'uomo anziano: "il Pantalone magro e con le pantofole".
Nella harlequinade inglese Pantaloon è l'avido e anziano padre o tutore di Columbine, che cerca di "proteggere" dalle brame di Harlequin, con il cui acume non può tuttavia competere. Le buffonate del suo servitore Clown, inoltre, ostacolano o deviano la sua perpetua ricerca o rincorsa dei due amanti clandestini. Più tardi, Pantaloon divenne semplicemente l'assistente di Clown nelle irriverenti buffonate di quest'ultimo.

### Pierrot
Pierrot (assimilabile a Pierrot o al suo predecessore Pedrolino) era un comico servitore, quasi sempre a sua volta al servizio di Pantalone. Il suo viso era imbiancato di biacca o farina. Nel corso del XVII secolo, il personaggio veniva sempre più ritratto come stupido e goffo: un bifolco di campagna con abiti troppo larghi. Durante il XIX secolo, il personaggio di Pierrot divenne meno comico e più sentimentale e romantico, poiché veniva enfatizzata la sua disperata, segreta e inutile adorazione per Columbine. Sempre nel XIX secolo, il personaggio si emancipò dal genere dell'Harlequinade: sorsero intere compagnie di Pierrot, con tutti gli artisti in abiti bianchi e larghi.

## Adattamenti
Sebbene all'epoca in Inghilterra i personaggi originali della Commedia dell'arte ispirassero molte opere teatrali, romanzi e racconti, ci furono anche casi di opere che attingevano direttamente ai personaggi della tradizione inglese delle harlequinade. Fra di esse vanno citati Harlequin and Mother Goose, or The Golden Egg (1806) di Thomas John Dibdin e Harlequin and the Fairy's Dilemma (1904) di WS Gilbert .

### Ulteriori letture
- Dion Clayton Calthrop e Harley Granville-Barker, The Harlequinade: An Excursion, Illustrated by Lewis Baumer, London, Sidgwick & Jackson, 1918.
- Constance Collier, Harlequinade, London, John Lane, 1929.
- A. E. Wilson, The Story of Pantomime, London, Home & Van Thal, 1949.